# کاروانسرای سرآسیاب شش
کاروانسرای سرآسیاب شش مربوط به دوره قاجار است و در شهرستان کرمان، روستای سرآسیاب شش واقع شده و این اثر در تاریخ ۱۲ بهمن ۱۳۸۱ با شمارهٔ ثبت ۷۲۸۹ به‌عنوان یکی از آثار ملی ایران به ثبت رسیده است.